# 스타디오 주세페 메아차
스타디오 주세페 메아차(이탈리아어: Stadio Giuseppe Meazza)는 흔히 산 시로(이탈리아어: San Siro)로 알려진 이탈리아 롬바르디아 주 산 시로 동에 있는 축구장으로, 밀란과 인테르나치오날레의 안방이다. 이 구장의 수용 인원은 80,018명으로, 유럽에서 손꼽히는 대형 경기장이며, 이탈리아 최대 축구장이다.
1990년 3월 3일, 경기장은 두 차례 월드컵 우승(1934년, 1938년)의 주역이자 1920년대에서 1940년대까지 인테르나치오날레에서 주로 활약하고 밀란에도 몸담았으며, 이후 인테르나치오날레의 감독을 2번 맡았던 주세페 메아차를 기리기 위해, 그의 이름을 따 경기장을 명명했다.
산시로는 UEFA 분류 4로 평가된 경기장이다. 이 경기장에서 1934년 월드컵 3경기, 1990년 월드컵 6경기, 유로 1980 3경기, 그리고 1965년, 1970년, 2001년, 그리고 2016년에 유러피언컵 결승전을 4차례 개최했다. 밀라노와 베네토 주의 코르티나 담페초가 공동 개최한 2026년 동계 올림픽에서 이 경기장에서 개막할 예정이다.

## 역사

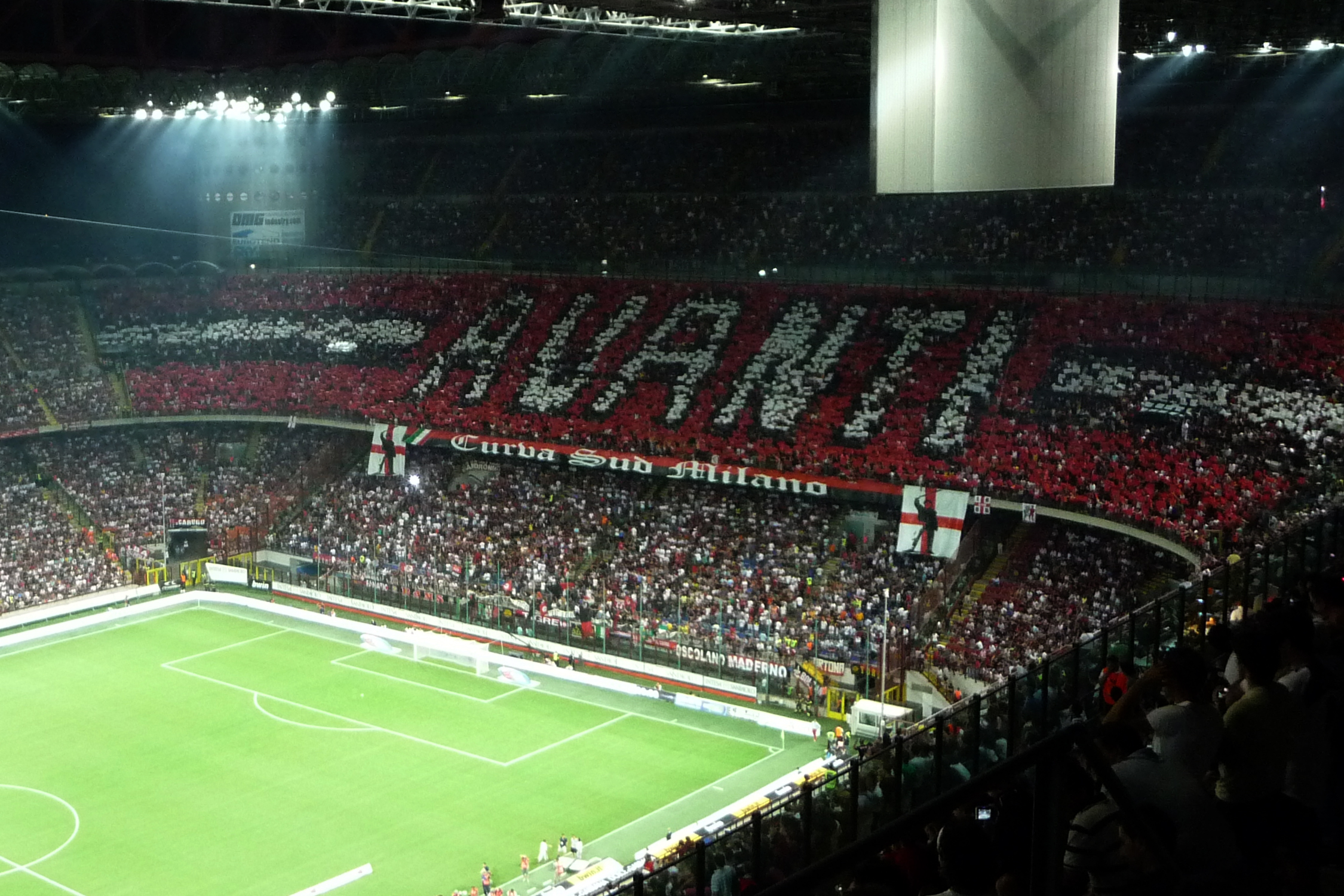
마돈니나 더비에서 밀란 지지자들이 선보이는 카드 섹션

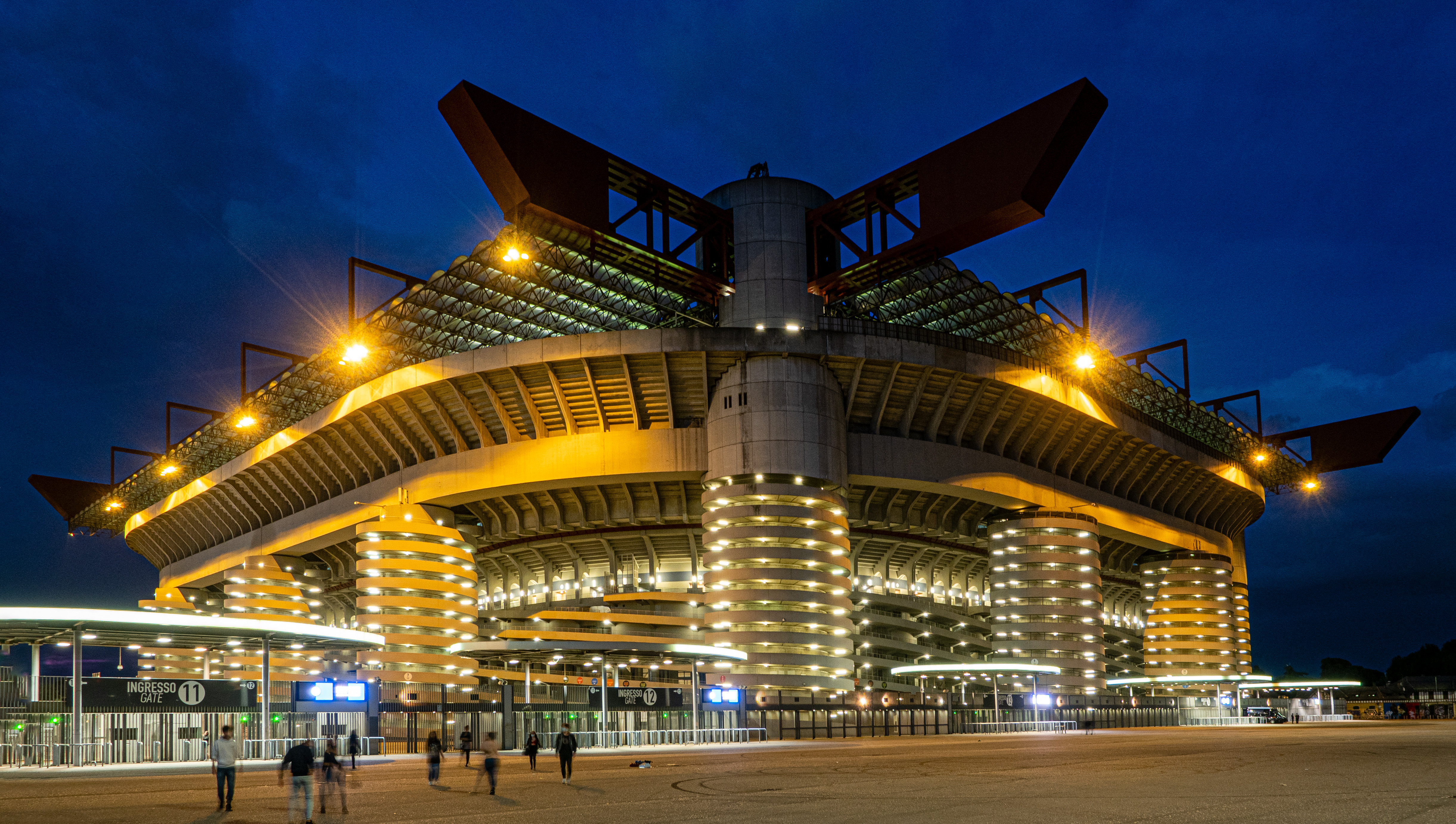
경기장의 야경

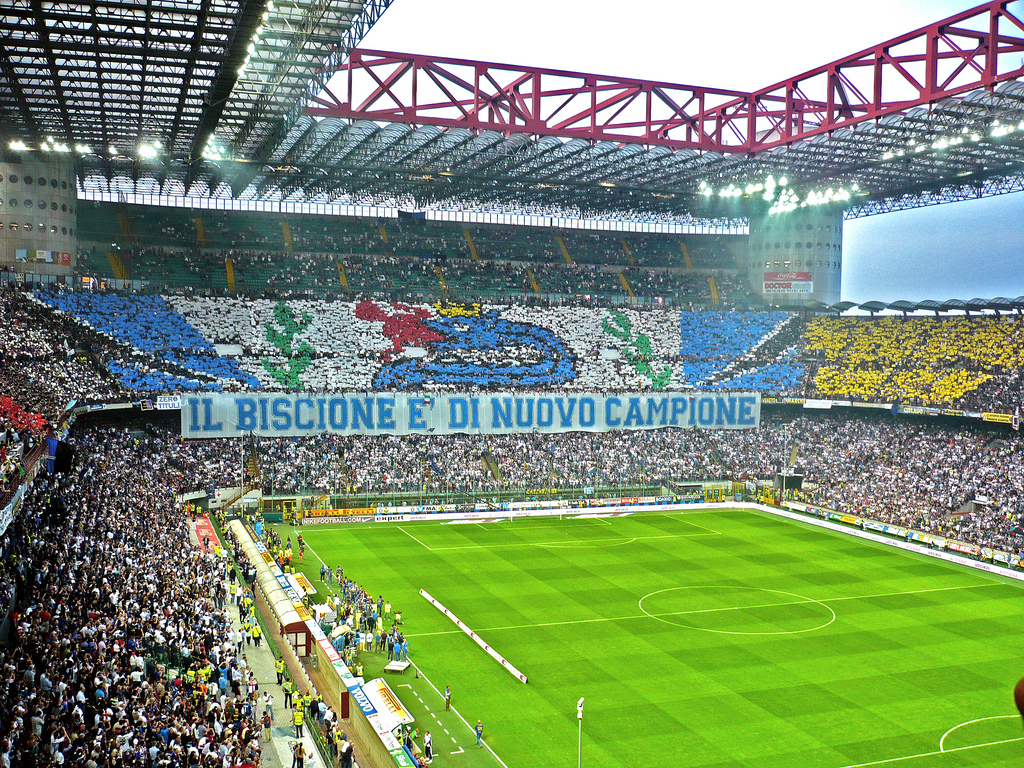
시에나와의 세리에 A 경기에서 선보이는 인테르나치오날레 지지자들의 카드 섹션

경기장은 1925년에 산 시로 동의 밀라노에서 착공했는데, 당시 명칭은 산 시로 신 축구장(Nuovo Stadio Calcistico San Siro)이었다. 경기장을 경마장과 같은 동에 세우기로 계획한 이는 당시 밀란의 회장이었던 피에트로 피렐리였다. 건축가들은 육상 주행로가 없는 민영 축구 전용 구장을 건설해 공금으로 지어진 구장과 차별화했다. 경기장은 1926년 9월 19일에 개장했는데, 35,000명의 관중들이 인테르나치오날레가 밀란을 6-3으로 꺾는 것을 목격했다. 본래 구장은 밀란의 안방 구장이자 전용 구장이었다. 1947년, 도심의 시립 원형구장에서 경기를 하던 인테르나치오날레가 입주하면서 현재까지 두 구단이 안방을 공유하고 있다.
1948년부터 1955년까지 아르만토 론카와 페루초 칼촐라리 두 공학자는 2차 확장 계획을 냈는데, 그에 따라 구장 수용 인원은 50,000명에서 150,000명으로 늘어났다. 칼촐라리와 론카는 수직으로 배열된, 3단 환형 구장을 설계했다. 각각 200m 높이의 19개의 나선형 탑을 통해 관중들은 경기장 상단으로 이동할 수 있었다. 건설 중, 최상단인 3단의 관중석이 폐쇄되어 수용 인원이 100,000명으로 줄었다. 이후 보안 문제로, 수용 인원이 60,000명에서 다시 25,000명까지 줄어들었다.
1980년 3월 2일, 경기장은 밀라노의 전설적인 선수 주세페 메아차(1910-1979)의 이름을 따 재명명되었다. 당시 인테르나치오날레 지지자들은 경기장을 메아차 경기장(Stadio Meazza)라고 불렀는데, 이는 메아차가 인테르나치오날레에서 오랜 기간 인상적인 활약을 벌였기 때문이다.(14년 동안 선수로 활약했고, 3차례 지휘봉을 잡았다) 그러나, 최근 들어, 인테르나치오날레와 밀란 지지자들 모두 경기장을 줄여서 산 시로(San Siro)라고 부른다.
가장 최근에 경기장을 보수한 때는 1987년부터 1990년까지 1990년 월드컵을 앞두고 진행되었고, 이 공사에 $60M의 예산이 소요되었다. 이 시기에 진행한 보수공사로 경기장은 현대화되어 85,000명을 수용할 수 있도록 확장되었고, 지붕이 씌워졌다. 밀라노 시의회는 이 경기장 건설에 건축가 잔카를로 라가치와 엔리코 호퍼, 그리고 공학자 레오 핀치에게 맡겼다. 경기장을 확장하기 위해 3단이 추가되었는데,(3단은 남측, 북측의 스탠드와, 서쪽의 대형 스탠드에만 증축되었다) 관중들이 경기장에 출입하는데 사용되는 나선형 경사로가 설치된 11개의 탑이 3단을 지지했다. 콘크리트로 우뚝 솟은 탑들 중 4개는 스탠드 위로 높게 솟아 특유의 빨간 철근이 돌출된 지붕을 지지한다.
1996년, 경기장 내에 밀란과 인테르나치오날레의 역사를 주제로 한 박물관이 개장되었는데, 박물관 내부에는 역대 유니폼, 우승컵, 선수들 신발, 예술작품, 그리고 기념품을 전시하고 있으며 방문객에게 개방되어 있다.
마돈니나 더비가 챔피언스리그 토너먼트전에서 2003년과 2005년 2번 성사되었는데, 밀란이 모두 승리했다. 2005년에는 패배에 분개한 인테르나치오날레 지지자들이 밀란 선수들에게 홍염을 비롯한 투사체를 날려 경기가 중단되었고, 구단에 벌금이 부과되는 것은 물론 그 다음 시즌 유럽대항전 4경기를 무관중으로 치르는 중징계를 받았다.
밀란과 인테르나치오날레 말고도, 이탈리아 국가대표팀도 이 경기장에서 경기를 치르기도 한다. 이 경기장은 4번 유러피언컵 결승전을 개최했다: 1965년(인테르나치오날레 우승), 1970년(페예노르트 우승), 2001년(바이에른 뮌헨 우승), 2016년(레알 마드리드 우승)
이 경기장은 UEFA컵에서 결승전이 1·2차전에 나뉘어 진행되던 시절에 인테르나치오날레가 출전한 결승전 경기(1991년, 1994년, 1997년)도 개최했다. 유벤투스도 1995년에 같은 대회 결승전을 치를 때 본래 안방인 델레 알피가 아닌 이 경기장에서 '안방' 경기를 치렀다. 1991년을 제외한 나머지 3번의 결승전에서 산 시로가 2차전 경기의 장이 되었고, 이 경기의 승자가 우승컵을 쟁취했다. 그러나, 1997-98 시즌에 단일 경기 결승전으로 개편된 이래 UEFA컵/유로파리그 결승전을 개최한 적은 없다.
산 시로에서 컵위너스컵 결승전이 개최된 적은 없지만, 1951년 코파 라티나의 결승전이 열렸는데, 4개국이 참가한 이 대회에서 밀란이 우승했다. 이 도시는 1956년 코파 라티나(이번에도 밀란이 우승)의 개최지가 되었지만, 두 경우 모두 시립 원형 구장(Arena Civica)에서 진행되었다.
이탈리아의 코로나-19 범유행 와중인 2020년 3월 25일, 미국연합통신사가 베르가모 연고의 아탈란타와 스페인의 발렌시아 간 이 구장에서 열린 2월 19일 경기를 "0의 경기"(Game Zero)로 수식되었다. 이 경기에서 승리한 아탈란타는 챔피언스리그 16강전을 사상 처음으로 통과했는데, 베르가모의 인구 4분의 1에 해당하는 40,000명의 관중이 이 경기를 관전했었다. 그 후 3월 24일에 베르가모 도의 7,000명이 코로나-19에 확진되었고, 1,000명이 바이러스의 주요 확산처인 베르가모에서 넘게 사망해, 이탈리아에서 전염병으로 가장 큰 타격을 입었다.

### 신구장 계획
2019년 6월 24일, 밀란과 인테르나치오날레는 산 시로를 대체할 신구장 계획을 발표했다. 60,000명을 수용할 신구장은 산 시로 옆에 세워질 예정으로 800M USD의 예산을 들여 2022-23 시즌을 앞두고 완공할 예정이었다. 경기장은 미국 조지아 주 애틀랜타의 메르체데스-벤츠 경기장을 본따 지을 것으로 조감도가 나왔다.
주세페 살라 밀라노 시장과 밀라노 시의회(comune)는 산 시로를 최소 밀라노와 코르티나 담페초에서 개최할 2026년 동계 올림픽과 패럴림픽이 열릴 때까지는 철거 시기를 유예할 것을 요청했다. 제안된 공사 계획은 양측 지지자들 일부의 회의감과 반대에 부딪혔다.
2019년 9월 26일, 밀란과 인테르나치오날레는 신 구장 조감도를 둘 제시했고, 예비 명칭을 밀라노 신구장(Nuovo Stadio Milano)으로 명명했는데, 두 조감도는 각각 파퓰러스와 MANICA가 제시했다. 2020년 5월 22일, 이탈리아의 문화관광부 당국은 산 시로의 철거에 반대하지 않았다. 2021년 12월 21일, 파퓰러스의 건설안이 최종적으로 채택되었다.

## 국제 축구 경기 목록

### 이탈리아 국가대표팀 경기
| 날짜             | 상대           | 점수 | 관중 수 | 대회                                   |
| ---------------- | -------------- | ---- | ------- | -------------------------------------- |
| 1927년 2월 20일  | 체코슬로바키아 | 2–2  | 28,000  | 친선경기                               |
| 1928년 12월 2일  | 네덜란드       | 3–2  | 19,000  | 친선경기                               |
| 1929년 12월 1일  | 포르투갈       | 6–1  | 25,000  | 친선경기                               |
| 1931년 2월 22일  | 오스트리아     | 2–1  | 45,000  | 1931-32년 중부 유럽 선수권 대회        |
| 1932년 11월 27일 | 헝가리         | 4–2  | 32,000  | 친선경기                               |
| 1934년 3월 25일  | 그리스         | 4–0  | 20,000  | 1934년 월드컵 예선 3조                 |
| 1934년 6월 3일   | 오스트리아     | 1–0  | 35,000  | 1934년 월드컵 준결승전                 |
| 1934년 12월 9일  | 헝가리         | 4–2  | 45,000  | 친선경기                               |
| 1936년 10월 25일 | 스위스         | 4–2  | 40,000  | 1936-38년 중부 유럽 선수권 대회        |
| 1938년 5월 15일  | 벨기에         | 6–1  | 25,000  | 친선경기                               |
| 1939년 5월 13일  | 잉글랜드       | 2–2  | 60,000  | 친선경기                               |
| 1940년 5월 5일   | 독일           | 3–2  | 65,000  | 친선경기                               |
| 1942년 4월 19일  | 스페인         | 4–0  | 55,000  | 친선경기                               |
| 1946년 12월 1일  | 오스트리아     | 3–2  | 53,000  | 친선경기                               |
| 1951년 5월 6일   | 유고슬라비아   | 0–0  | 50,000  | 친선경기                               |
| 1954년 1월 24일  | 이집트         | 5–1  | 40,000  | 1954년 월드컵 예선 9조                 |
| 1956년 4월 25일  | 브라질         | 3–0  | 80,000  | 친선경기                               |
| 1957년 12월 22일 | 포르투갈       | 3–0  | 50,000  | 1958년 월드컵 예선 8조                 |
| 1963년 5월 12일  | 브라질         | 3–0  | 72,000  | 친선경기                               |
| 1966년 6월 18일  | 오스트리아     | 1–0  | 40,000  | 친선경기                               |
| 1966년 11월 1일  | 소련           | 1–0  | 55,000  | 친선경기                               |
| 1971년 10월 9일  | 스웨덴         | 3–0  | 65,582  | 유로 1972 예선 6조                     |
| 1972년 4월 29일  | 벨기에         | 0–0  | 63,549  | 유로 1972 예선 8강전                   |
| 1973년 11월 1일  | 스웨덴         | 2–0  | 65,454  | 친선경기                               |
| 1976년 6월 5일   | 루마니아       | 4–2  | 30,329  | 친선경기                               |
| 1979년 2월 24일  | 네덜란드       | 3–0  | 70,000  | 친선경기                               |
| 1980년 3월 15일  | 우루과이       | 1–0  | 35,000  | 친선경기                               |
| 1980년 6월 12일  | 스페인         | 0–0  | 46,816  | 유로 1980 B조                          |
| 1982년 11월 13일 | 체코슬로바키아 | 2–2  | 72,386  | 유로 1984 예선 5조                     |
| 1984년 9월 26일  | 스웨덴         | 1–0  | 25,000  | 친선경기                               |
| 1986년 11월 15일 | 스위스         | 3–2  | 67,422  | 유로 1988 예선 2조                     |
| 1987년 12월 5일  | 포르투갈       | 3–0  | 13,524  | 유로 1988 예선 2조                     |
| 1993년 11월 17일 | 포르투갈       | 1–0  | 71,513  | 1994년 월드컵 예선 1조                 |
| 2000년 10월 7일  | 루마니아       | 3–0  | 54,297  | 2002년 월드컵 예선 8조                 |
| 2002년 4월 17일  | 우루과이       | 1–1  | 16,767  | 친선경기                               |
| 2003년 9월 6일   | 웨일스         | 4–0  | 68,000  | 유로 2004 예선 7조                     |
| 2005년 3월 26일  | 스코틀랜드     | 2–0  | 40,745  | 2006년 월드컵 예선 5조                 |
| 2007년 9월 8일   | 프랑스         | 0–0  | 81,200  | 유로 2008 예선 B조                     |
| 2012년 10월 16일 | 덴마크         | 3–1  | 37,027  | 2014년 월드컵 예선 B조                 |
| 2013년 11월 15일 | 독일           | 1–1  | 40,000  | 친선경기                               |
| 2014년 11월 16일 | 크로아티아     | 1–1  | 63,222  | 유로 2016 예선 H조                     |
| 2016년 11월 15일 | 독일           | 0–0  | 48,600  | 친선경기                               |
| 2017년 11월 13일 | 스웨덴         | 0–0  | 72,696  | 2018년 월드컵 예선 2차전               |
| 2018년 11월 17일 | 포르투갈       | 0–0  | 73,000  | 2018-19년 유럽 네이션스리그 A3조       |
| 2021년 10월 6일  | 스페인         | 1–2  | 33,524  | 2021년 유럽 네이션스리그 결선 준결승전 |
| 2022년 9월 23일  | 잉글랜드       | 1–0  | 50,640  | 2022-23년 유럽 네이션스리그 A3조       |

### 1934년 월드컵
이 경기장은 1934년 월드컵을 진행한 주요 경기장으로 3경기를 진행했다.
| 날짜            | 국가 1   | 결과 | 국가 2     | 단계     |
| --------------- | -------- | ---- | ---------- | -------- |
| 1934년 5월 27일 | 스위스   | 3–2  | 네덜란드   | 16강전   |
| 1934년 5월 31일 | 독일     | 2–1  | 스웨덴     | 8강전    |
| 1934년 6월 3일  | 이탈리아 | 1–0  | 오스트리아 | 준결승전 |

### 1973년 UEFA 슈퍼컵
| 날짜           | 팀 1 | 스코어 | 팀 2   | 라운드 |
| -------------- | ---- | ------ | ------ | ------ |
| 1974년 1월 9일 | 밀란 | 1 - 0  | 아약스 | 1차전  |

### 유로 1980
유로 1980은 4개의 경기장이 나누어서 진행했는데, 이 경기장도 포함된다.
| 날짜            | 국가 1   | 결과 | 국가 2         | 단계 |
| --------------- | -------- | ---- | -------------- | ---- |
| 1980년 6월 12일 | 스페인   | 0–0  | 이탈리아       | B조  |
| 1980년 6월 15일 | 벨기에   | 2–1  | 스페인         | B조  |
| 1980년 6월 17일 | 네덜란드 | 1–1  | 체코슬로바키아 | A조  |

### 1990년 월드컵
1990년 월드컵에는 이 경기장에서 6경기가 열렸다.
| 날짜            | 국가 1         | 결과 | 국가 2       | 단계         |
| --------------- | -------------- | ---- | ------------ | ------------ |
| 1990년 6월 8일  | 아르헨티나     | 0–1  | 카메룬       | B조 (개막전) |
| 1990년 6월 10일 | 서독           | 4–1  | 유고슬라비아 | D조          |
| 1990년 6월 15일 | 서독           | 5–1  | 아랍에미리트 | D조          |
| 1990년 6월 19일 | 서독           | 1–1  | 콜롬비아     | D조          |
| 1990년 6월 24일 | 서독           | 2–1  | 네덜란드     | 16강전       |
| 1990년 7월 1일  | 체코슬로바키아 | 0–1  | 서독         | 8강전        |

### 2002년 FIFA 월드컵 유럽 지역 예선
| 날짜            | 팀 1     | 스코어 | 팀 2     | 라운드 |
| --------------- | -------- | ------ | -------- | ------ |
| 2000년 10월 7일 | 이탈리아 | 3 - 0  | 루마니아 | 8조    |

### 2021년 유럽 네이션스리그 결선
이 경기장에서 2021년 유럽 네이션스리그 결선 경기가 열렸다.
| 날짜             | 국가 1   | 결과 | 국가 2 | 단계              |
| ---------------- | -------- | ---- | ------ | ----------------- |
| 2021년 10월 6일  | 이탈리아 | 1–2  | 스페인 | 준결승전 (개막전) |
| 2021년 10월 10일 | 스페인   | 1–2  | 프랑스 | 결승전            |

## 다른 종목

### 2026년 동계 올림픽
2026년 동계 올림픽(밀라노-코르티나 담페초)의 개막식이 2026년 2월 6일에 이 경기장에서 열린다.

### 복싱
산 시로에서 두일리오 로이와 카를로스 오르티스 간 주니어 웰터웨이트급 1960년 결선 경기가 열렸다.

### 럭비 유니언
처음이자 마지막으로 산 시로에서 열린 럭비 유니언 경기는 이탈리아와 뉴질랜드간 경기로, 2009년 11월에 열렸다. 80,000명의 관중이 이 경기를 관전하기 위해 웅집했는데, 이는 이탈리아 역대 최다 럭비 유니언 관중이다.
| 연도   | 날짜      | 경기   | 국가 1   | 점수 | 국가 2   | 관중 수 |
| ------ | --------- | ------ | -------- | ---- | -------- | ------- |
| 2009년 | 11월 14일 | 비공식 | 이탈리아 | 6–20 | 뉴질랜드 | 80,000  |

## 콘서트
축구 외에도 산 시로는 대형 콘서트를 비롯해 여러 행사를 개최했다.
| 날짜            | 공연자                           | 개막 공연                                                   | 공연/행사명                                                       | 관중 수 | 비고 |
| --------------- | -------------------------------- | ----------------------------------------------------------- | ----------------------------------------------------------------- | ------- | --- |
| 1980년 6월 27일 | 밥 말리 & 더 웨일러스            | 피노 다니엘레                                               | 폭동(Uprising) 순회 공연                                          |         | |
| 1980년 7월 15일 | 다수 공연자                      |                                                             | 지중해의 거상(La Carovana del Mediterraneo)                       |         | |
| 1980년 7월 19일 | 에도아르도 베나토                |                                                             | 단독 소가곡(Sono Solo Canzonette)                                 |         | |
| 1984년 6월 29일 | 밥 딜런                          | 산타나 피노 다니엘레                                        | 밥 딜런 1984년 유럽 순회 공연                                     |         | |
| 1985년 6월 21일 | 브루스 스프링스틴                |                                                             | 미국에서 태어나(Born in the U.S.A.) 순회 공연                     | 65,000  | |
| 1986년 7월 13일 | 다수 공연자                      |                                                             | 1986년 밀라노의 소리 축전(Milano Suono Festival 1986)             |         | |
| 1986년 7월 16일 | 다수 공연자                      |                                                             | 1986년 밀라노의 소리 축전(Milano Suono Festival 1986)             |         | |
| 1986년 7월 17일 | 다수 공연자                      |                                                             | 1986년 밀라노의 소리 축전(Milano Suono Festival 1986)             |         | |
| 1986년 7월 18일 | 다수 공연자                      |                                                             | 1986년 밀라노의 소리 축전(Milano Suono Festival 1986)             |         | |
| 1986년 7월 19일 | 다수 공연자                      |                                                             | 1986년 밀라노의 소리 축전(Milano Suono Festival 1986)             |         | |
| 1986년 6월 20일 | 다수 공연자                      |                                                             | 1986년 밀라노의 소리 축전(Milano Suono Festival 1986)             |         | |
| 1987년 5월 15일 | 제네시스                         | 폴 영                                                       | 보이지 않는 손길(Invisible Touch) 순회 공연                       |         | |
| 1987년 6월 5일  | 듀란 듀란                        |                                                             | 이상한 버릇(Strange Behavior) 순회 공연                           |         | |
| 1987년 6월 10일 | 데이비드 보위                    |                                                             | 유리 거미(Glass Spider) 순회 공연                                 | 70,000  | |
| 1990년 7월 10일 | 바스코 로시                      | 자전거 도둑(Ladri di Biciclette) 완전 도박판(Casino Royale) | 1990년 무대 앞(Fronte del Palco) 순회 공연                        |         | |
| 1992년 5월 28일 | 안토넬로 벤디티                  |                                                             | 밀물(Alta marea) 순회 공연                                        |         | |
| 1994년 7월 4일  | 알 바노 로미나 파워              |                                                             |                                                                   |         | |
| 1995년 7월 7일  | 바스코 로시                      |                                                             | 포위당한 록(Rock Sotto Assedio)                                   |         | |
| 1995년 7월 8일  | 바스코 로시                      |                                                             | 포위당한 록(Rock Sotto Assedio)                                   |         | |
| 1996년 6월 15일 | 바스코 로시                      |                                                             | 당신에게 없을 위험(Nessun Pericolo Per Te) 순회 공연              |         | |
| 1997년 6월 18일 | 마이클 잭슨                      | B-나리오 파올로 에 키아라                                   | 그의 역사(HIStory) 순회 공연                                      | 65,000  | |
| 1997년 6월 28일 | 리가부에                         | 갱 네그리타                                                 | 마리오의 바 개장(Il Bar Mario è Aperto)                           |         | |
| 1997년 6월 29일 | 리가부에                         | 갱 네그리타                                                 | 마리오의 바 개장(Il Bar Mario è Aperto)                           |         | |
| 1998년 5월 22일 | 에로스 라마초티                  |                                                             | 에로스 세계 순회 공연                                             |         | |
| 1998년 7월 9일  | 클라우디오 발리오니              |                                                             | 내게서 너로(Da me a te)                                           |         | |
| 2002년 7월 5일  | 리가부에                         |                                                             | 가면서 나온다(Fuori Come Va) 순회 공연                            |         | |
| 2002년 7월 6일  | 리가부에                         |                                                             | 가면서 나온다(Fuori Come Va) 순회 공연                            |         | |
| 2003년 6월 10일 | 롤링 스톤스                      | 크랜베리스                                                  | 핥음(Licks) 순회 공연                                             |         | |
| 2003년 6월 28일 | 브루스 스프링스틴                |                                                             | 비상(The Rising) 순회 공연                                        |         | |
| 2003년 7월 1일  | 클라우디오 발리오니              |                                                             | 한번의 포옹에(Tutto in un abbraccio)                              |         | |
| 2003년 7월 4일  | 바스코 로시                      | 아티콜로 31                                                 | 바스코 @ 산시로 03년(Vasco @ S.Siro 03)                           |         | |
| 2003년 7월 5일  | 바스코 로시                      | 이레네 그란디                                               | 바스코 @ 산시로 03년(Vasco @ S.Siro 03)                           |         | |
| 2003년 7월 8일  | 바스코 로시                      | 아누크                                                      | 바스코 @ 산시로 03년(Vasco @ S.Siro 03)                           |         | |
| 2004년 5월 29일 | 레나토 체로                      |                                                             | 꿈을 잡아(Cattura il sogno)                                       |         | |
| 2004년 6월 8일  | 레드 핫 칠리 페퍼스              | 더 루츠                                                     | 붉게 굴려(Roll on the Red) 순회 공연                              |         | |
| 2004년 6월 12일 | 바스코 로시                      | 시모네 토마시니                                             | 2004년 좋건 나쁘건(Buoni o Cattivi) 순회 공연                     |         | |
| 2004년 6월 13일 | 바스코 로시                      |                                                             | 2004년 좋건 나쁘건(Buoni o Cattivi) 순회 공연                     |         | |
| 2005년 7월 20일 | U2                               | 애시 피더                                                   | 현기증(Vertigo) 순회 공연                                         | 137,427 | 콘서트 일부가 각각 U2.Communication과 버티고 05: 밀라노에서 생방송 밴드의 생방송 앨범으로 촬영되어 기록되었다.                                         |
| 2005년 7월 21일 | U2                               | 애시 피더                                                   | 현기증(Vertigo) 순회 공연                                         | 137,427 | 콘서트 일부가 각각 U2.Communication과 버티고 05: 밀라노에서 생방송 밴드의 생방송 앨범으로 촬영되어 기록되었다.                                         |
| 2006년 5월 27일 | 리가부에                         |                                                             | 이름과 성(Nome e Cognome) 순회 공연                               |         | |
| 2006년 7월 11일 | 롤링 스톤스                      | 보 디들리 피더                                              | 더 큰 폭발 (A Bigger Bang)                                        | 56,175  | |
| 2006년 7월 22일 | 로비 윌리엄스                    |                                                             | 근접 대면(Close Encounters) 순회 공연                             |         | |
| 2007년 6월 2일  | 라우라 파우시니                  |                                                             | 나는 노래한다(Io Canto) 순회 공연                                 |         | |
| 2007년 6월 9일  | 레나토 체로                      |                                                             | Mp체로                                                            |         | |
| 2007년 6월 21일 | 바스코 로시                      |                                                             | 2007년 바스코 생중계(Vasco Live 2007)                             |         | |
| 2007년 6월 22일 | 바스코 로시                      |                                                             | 2007년 바스코 생중계(Vasco Live 2007)                             |         | |
| 2007년 6월 30일 | 비아조 안토나치                  | 노마디                                                      | 비키 러브(Vicky Love) 순회 공연                                   |         | |
| 2008년 5월 31일 | 네그라마로                       |                                                             | 창문(La Finestra) 순회 공연                                       |         | |
| 2008년 6월 6일  | 바스코 로시                      |                                                             | 2008년 내가 원하는 세상(Il Mondo Che Vorrei) 순회 공연            |         | |
| 2008년 6월 7일  | 바스코 로시                      |                                                             | 2008년 내가 원하는 세상(Il Mondo Che Vorrei) 순회 공연            |         | |
| 2008년 6월 14일 | 추케로                           |                                                             | 모든 최고(All the Best)                                           |         | |
| 2008년 6월 25일 | 브루스 스프링스틴                |                                                             | 마법 (Magic) 순회 공연                                            | 59,821  | |
| 2008년 7월 4일  | 리가부에                         |                                                             | 2008년 엘레-엘레 생중계(Elle-Elle Live 2008)                      |         | |
| 2008년 7월 5일  | 리가부에                         |                                                             | 2008년 엘레-엘레 생중계(Elle-Elle Live 2008)                      |         | |
| 2009년 6월 18일 | 디페시 모드                      | 돌체네라 M83                                                | 세상의 순회공연(Tour of the Universe)                             | 57,544  | 콘서트는 세상을 기록하며(Recording the Universe) 생중계 앨범 프로젝트로 기록되었다.                                                                    |
| 2009년 6월 21일 | 다수 공연자                      |                                                             | 아브루초에서 온 친구(Amiche per l'Abruzzo)                        |         | |
| 2009년 7월 7일  | U2                               | 스노 패트롤                                                 | U2 360° 순회 공연                                                 | 153,806 | |
| 2009년 7월 8일  | U2                               | 스노 패트롤                                                 | U2 360° 순회 공연                                                 | 153,806 | 숨쉬어(Breathe)와 전기 폭풍(Electrical Storm)의 공연은 현장 위로: 변두리의 U2360° 선정장면(From the Ground Up: Edge's Picks from U2360°)에 기록되었다. |
| 2009년 7월 14일 | 마돈나                           |                                                             | 끈적 & 달콤 (Sticky & Sweet) 순회 공연                            | 55,338  | |
| 2010년 6월 8일  | 뮤즈                             | 칼리브로 35 프렌들리 파이어스 카사비안                      | 저항대(The Resistance) 순회 공연                                  | 60,000  | |
| 2010년 7월 16일 | 리가부에                         | 마르고트                                                    | 괴물 안녕(Arrivederci Mostro)                                     |         | |
| 2010년 7월 17일 | 리가부에                         |                                                             | 괴물 안녕(Arrivederci Mostro)                                     |         | |
| 2011년 6월 16일 | 바스코 로시                      |                                                             | '011 바스코 콤 생중계(Vasco Live Kom '011)                        |         | |
| 2011년 6월 17일 | 바스코 로시                      |                                                             | '011 바스코 콤 생중계(Vasco Live Kom '011)                        |         | |
| 2011년 6월 21일 | 바스코 로시                      |                                                             | '011 바스코 콤 생중계(Vasco Live Kom '011)                        |         | |
| 2011년 6월 22일 | 바스코 로시                      |                                                             | '011 바스코 콤 생중계(Vasco Live Kom '011)                        |         | |
| 2011년 7월 12일 | 테이크 댓                        | 펫 숍 보이스                                                | 진행 생중계(Progress Live)                                        |         | |
| 2012년 6월 7일  | 브루스 스프링스틴                |                                                             | 철거구 (Wrecking Ball) 세계 순회 공연                             | 57,149  | |
| 2012년 6월 14일 | 마돈나                           | 마르탱 솔베이그                                             | MDNA 순회 공연                                                    | 53,244  | |
| 2013년 6월 3일  | 브루스 스프링스틴                |                                                             | 철거구 (Wrecking Ball) 순회 공연                                  | 56,670  | |
| 2013년 6월 19일 | 조바노티                         |                                                             | 백업(Backup) 순회 공연                                            |         | |
| 2013년 6월 20일 | 조바노티                         |                                                             | 백업(Backup) 순회 공연                                            |         | |
| 2013년 6월 29일 | 본 조비                          |                                                             | 우리는 할 수 있으니까(Because We Can)                             | 51,531  | |
| 2013년 7월 13일 | 네그라마로                       |                                                             | 간단한 이야기(Una storia semplice) 2013년 순회 공연               |         | |
| 2013년 7월 18일 | 디페시 모드                      | 모텔 커넥션 처치스                                          | 델타 기계(The Delta Machine) 순회 공연                            | 57,919  | |
| 2013년 7월 31일 | 로비 윌리엄스                    | 올리 머스                                                   | 왕관을 쟁취해라(Take The Crown) 경기장 순회 공연                  |         | |
| 2014년 5월 31일 | 비아조 안토나치                  |                                                             | 2014년 안토나치 무대(Palco Antonacci 2014)                        |         | |
| 2014년 6월 6일  | 리가부에                         |                                                             | 세계관(Mondovisione) 순회 공연: 2014년 경기장                     |         | |
| 2014년 6월 7일  | 리가부에                         |                                                             | 세계관(Mondovisione) 순회 공연: 2014년 경기장                     |         | |
| 2014년 6월 20일 | 펄 잼                            |                                                             | 번개(Lightning Bolt) 순회 공연                                    |         | |
| 2014년 6월 28일 | 원 디렉션                        | 파이브 세컨즈 오브 서머                                     | 우리의 현 주소(Where We Tour) 순회 공연                           | 115,931 | 콘서트 내용은 밴드의 콘서트 영상 원 디렉션: 우리의 현 주소 – 콘서트 필름에 기록되어 있다.                                                              |
| 2014년 6월 29일 | 원 디렉션                        | 파이브 세컨즈 오브 서머                                     | 우리의 현 주소(Where We Tour) 순회 공연                           | 115,931 | 콘서트 내용은 밴드의 콘서트 영상 원 디렉션: 우리의 현 주소 – 콘서트 필름에 기록되어 있다.                                                              |
| 2014년 7월 4일  | 바스코 로시                      |                                                             | 바스코 생중계 콤 '014(Vasco Live Kom '014)                        |         | |
| 2014년 7월 5일  | 바스코 로시                      |                                                             | 바스코 생중계 콤 '014(Vasco Live Kom '014)                        |         | |
| 2014년 7월 9일  | 바스코 로시                      |                                                             | 바스코 생중계 콤 '014(Vasco Live Kom '014)                        |         | |
| 2014년 7월 10일 | 바스코 로시                      |                                                             | 바스코 생중계 콤 '014(Vasco Live Kom '014)                        |         | |
| 2014년 7월 19일 | 모다                             |                                                             | 2014년 경기장 순회 공연(Stadi Tour 2014)                          |         | |
| 2015년 6월 17일 | 바스코 로시                      |                                                             | 바스코 생중계 콤 '015(Vasco Live Kom '015)                        |         | |
| 2015년 6월 18일 | 바스코 로시                      |                                                             | 바스코 생중계 콤 '015(Vasco Live Kom '015)                        |         | |
| 2015년 6월 25일 | 조바노티                         |                                                             | 로렌초 넬리 경기장 2015년(Lorenzo Negli Stadi 2015)               |         | |
| 2015년 6월 26일 | 조바노티                         |                                                             | 로렌초 넬리 경기장 2015년(Lorenzo Negli Stadi 2015)               |         | |
| 2015년 6월 27일 | 조바노티                         |                                                             | 로렌초 넬리 경기장 2015년(Lorenzo Negli Stadi 2015)               |         | |
| 2015년 7월 4일  | 티차노 페로                      |                                                             | 2015년 경기장 순회 공연(Lo stadio Tour 2015)                      |         | |
| 2015년 7월 5일  | 티차노 페로                      |                                                             | 2015년 경기장 순회 공연(Lo stadio Tour 2015)                      |         | |
| 2016년 6월 4일  | 라우라 파우시니                  |                                                             | 시밀리(Simili) 순회 공연                                          | 100,388 | |
| 2016년 6월 5일  | 라우라 파우시니                  |                                                             | 시밀리(Simili) 순회 공연                                          | 100,388 | |
| 2016년 6월 10일 | 푸                               |                                                             | 마지막 밤을 같이(L'ultima notte insieme)                          |         | |
| 2016년 6월 11일 | 푸                               |                                                             | 마지막 밤을 같이(L'ultima notte insieme)                          |         | |
| 2016년 6월 18일 | 모다                             |                                                             | 저주받은 수난(Passione Maledetta) 2016년 순회 공연                |         | |
| 2016년 6월 19일 | 모다                             |                                                             | 저주받은 수난(Passione Maledetta) 2016년 순회 공연                |         | |
| 2016년 7월 3일  | 브루스 스프링스틴                |                                                             | 2016년 강(The River) 순회 공연                                    | 104,646 | |
| 2016년 7월 5일  | 브루스 스프링스틴                |                                                             | 2016년 강(The River) 순회 공연                                    | 104,646 | |
| 2016년 7월 13일 | 리한나                           | 빅 숀 DJ 머스터드                                           | 반세(Anti World) 순회 공연                                        | 53,000  | |
| 2016년 7월 18일 | 비욘세                           | 클로이 x 할리 소피 빔                                       | 조직(The Formation) 세계 순회 공연                                | 54,313  | |
| 2017년 6월 9일  | 다비더 판 더 스프로스            |                                                             |                                                                   |         | |
| 2017년 6월 16일 | 티차노 페로                      |                                                             | 삶의 기술(Il Mestiere della Vita) 순회 공연                       |         | |
| 2017년 6월 17일 | 티차노 페로                      |                                                             | 삶의 기술(Il Mestiere della Vita) 순회 공연                       |         | |
| 2017년 6월 19일 | 티차노 페로                      |                                                             | 삶의 기술(Il Mestiere della Vita) 순회 공연                       |         | |
| 2017년 6월 27일 | 디페시 모드                      | 알제르스                                                    | 세계 정신(Global Spirit) 순회 공연                                | 54,488  | |
| 2017년 7월 3일  | 콜드플레이                       | 리베스, 토베 로                                             | 꿈으로 가득찬 머릿속(A Head Full of Dreams) 순회 공연             | 117,307 | |
| 2017년 7월 4일  | 콜드플레이                       | 토베 로                                                     | 꿈으로 가득찬 머릿속(A Head Full of Dreams) 순회 공연             | 117,307 | |
| 2018년 6월 1일  | J-액스 & 페데즈                  |                                                             | 피날레(La Finale)                                                 | 79,500  | |
| 2018년 6월 20일 | 체사레 크레모니니                |                                                             | 2018년 크레모니니 무대(Cremonini Stadi 2018)                      | 56,963  | |
| 2018년 6월 27일 | 네그라마로                       |                                                             | 2018년 돌아온 사랑 무대(Amore Che Torni Tour Stadi 2018)          |         | |
| 2018년 7월 6일  | 비욘세 제이-Z                    |                                                             | 도망가는 II(On the Run II) 순회 공연                              | 49,051  | |
| 2019년 6월 1일  | 바스코 로시                      |                                                             | 바스코 2019년 연속 순회 공연(Vasco Non Stop Tour 2019)            |         | |
| 2019년 6월 2일  | 바스코 로시                      |                                                             | 바스코 2019년 연속 순회 공연(Vasco Non Stop Tour 2019)            |         | |
| 2019년 6월 6일  | 바스코 로시                      |                                                             | 바스코 2019년 연속 순회 공연(Vasco Non Stop Tour 2019)            |         | |
| 2019년 6월 7일  | 바스코 로시                      |                                                             | 바스코 2019년 연속 순회 공연(Vasco Non Stop Tour 2019)            |         | |
| 2019년 6월 11일 | 바스코 로시                      |                                                             | 바스코 2019년 연속 순회 공연(Vasco Non Stop Tour 2019)            |         | |
| 2019년 6월 12일 | 바스코 로시                      |                                                             | 바스코 2019년 연속 순회 공연(Vasco Non Stop Tour 2019)            |         | |
| 2019년 6월 19일 | 에드 시런                        |                                                             | ÷ 순회 공연                                                       | 54,892  | |
| 2019년 6월 28일 | 루차노 리가부에                  |                                                             | 시작(Start) 순회 공연                                             |         | |
| 2019년 7월 4일  | 라우라 파우시니, 비아조 안토나치 |                                                             | 2019년 라우라 비아조 무대 순회 공연(Laura Biagio Stadi Tour 2019) |         | |
| 2019년 7월 5일  | 라우라 파우시니, 비아조 안토나치 |                                                             | 2019년 라우라 비아조 무대 순회 공연(Laura Biagio Stadi Tour 2019) |         | |
| 2019년 7월 12일 | 뮤즈                             | 미니 맨션즈, 아마존스                                       | 모의 이론(Simulation Theory) 세계 순회 공연                       | 89,619  | |
| 2019년 7월 13일 | 뮤즈                             | 미니 맨션즈, 닉 세스터                                      | 모의 이론(Simulation Theory) 세계 순회 공연                       | 89,619  | |
| 2022년 6월 21일 | 롤링 스톤스                      | 고스트 하운즈                                               | 육십(Sixty) 순회 공연                                             | 57,204  | |
| 2022년 7월 10일 | 건즈 앤 로지스                   | 개리 클라크 주니어                                          | 건즈 앤 로지스 2020년 순회 공연                                   |         | |
| 2023년 6월 25일 | 콜드플레이                       |                                                             | 구체의 음악(Music of the Spheres) 세계 순회 공연                  |         | |
| 2023년 6월 26일 | 콜드플레이                       |                                                             | 구체의 음악(Music of the Spheres) 세계 순회 공연                  |         | |
| 2023년 6월 28일 | 콜드플레이                       |                                                             | 구체의 음악(Music of the Spheres) 세계 순회 공연                  |         | |
| 2023년 6월 29일 | 콜드플레이                       |                                                             | 구체의 음악(Music of the Spheres) 세계 순회 공연                  |         | |
| 2023년 7월 5일  | 리가부에                         |                                                             | 2023년 무대(Stadi 2023)                                           |         | |
| 2023년 7월 11일 | 핑귀니 타티치 누클레아리         |                                                             |                                                                   |         | |
| 2023년 7월 14일 | 디페시 모드                      |                                                             | 메멘토 모리(Memento Mori) 세계 순회 공연                          |         | |
| 2023년 7월 22일 | 뮤즈                             | 로열 블러드                                                 | 사람들의 의지(Will of the People) 세계 순회 공연                  |         | |
| 2023년 7월 24일 | 모네스킨                         |                                                             | 시끄러운 아이들(Loud Kids) 순회 공연                              |         | |

## 교통

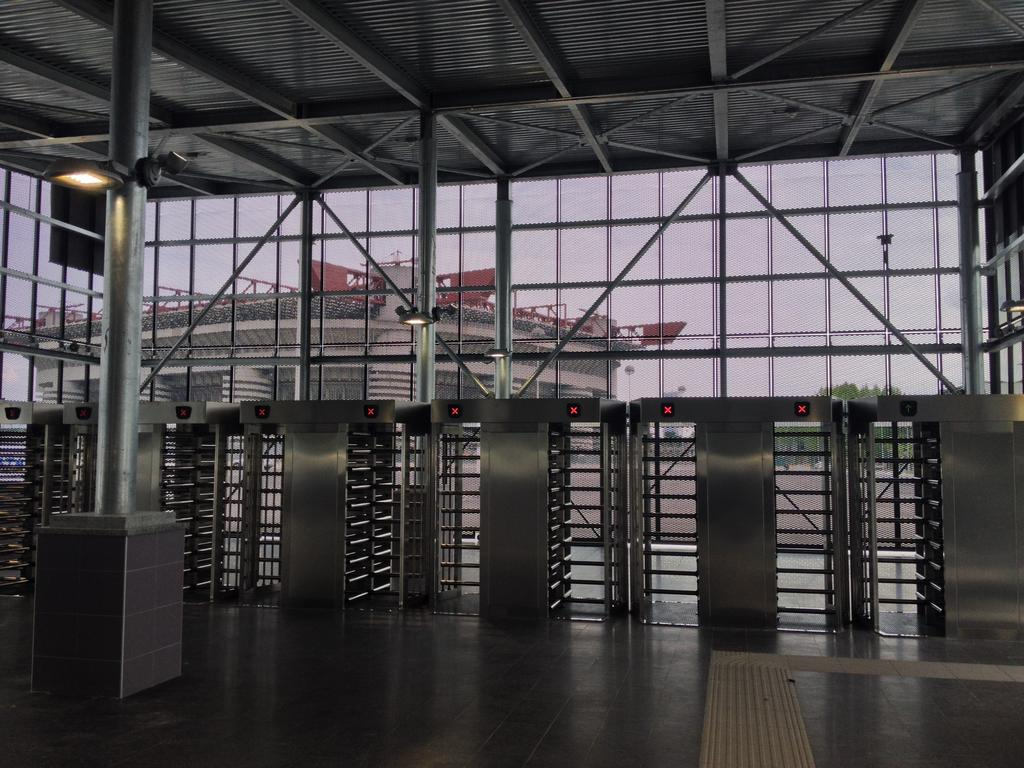
산 시로 경기장 지하철역 개찰구

경기장은 밀라노 북서쪽에 있으며, 산 시로 경기장 지하철역(밀라노 지하철 5호선 종착역)에서 내리면 경기장 바로 앞에 내릴 수 있고, 트램을 이용하면 16호선을 타고 경기장 바로 앞에 내릴 수 있다. 로토 지하철역(밀라노 지하철 1호선과 5호선 환승역)에서 내리면 산 시로까지 15분 도보로 이동해야 한다.
근접 지하철역:
| 운행 계통     | 역명              | 노선 |
| ------------- | ----------------- | ---- |
| 밀라노 지하철 | 산 시로 경기장 역 |      |
| 밀라노 지하철 | 산 시로 경마장 역 |      |
| 밀라노 지하철 | 로토 역           |      |